# Portalegre, Brazilia
Portalegre  este un oraș în Rio Grande do Norte (RN), Brazilia.